# Grace Nichols
Grace Nichols (sinh năm 1950), là nhà thơ người Guyan, chuyển đến Anh quốc vào năm 1977. Bộ sưu tập đầu tiên của cô, có tiêu đề Tôi là một người phụ nữ nhớ lâu (công bố vào năm 1983), đã giành giải thưởng Thơ phổ biến.

## Tiểu sử
Grace Nichols sinh ra ở Georgetown, Guyana và sống trong một ngôi làng nhỏ trên bờ biển đất nước  cho đến khi gia đình cô chuyển đến thành phố khi cô mới tám tuổi. Cô được thụ hưởng một Diploma trong Truyền thông của Trường Đại học Guyana, và sau đó làm việc như một giáo viên (1967-1970), là một nhà báo và trong các hoạt động tuyên truyền thông tin của chính phủ, trước khi cô di cư đến Vương quốc Anh vào năm 1977. Phần lớn các bài thơ của cô được đặc trưng bởi nhịp điệu và văn hóa Caribbean, và chịu ảnh hưởng của văn hóa dân gian Guyan và Amerindian.
Tập thơ đầu tiên của cô, Tôi là một người phụ nữ nhớ lâu đã giành giải thưởng Thơ phổ biến năm 1983. Cô đã viết thêm một số tập thơ và tiểu thuyết cho người lớn, Whole of a Morning Sky, 1986. Những cuốn sách dành cho trẻ em của cô, bao gồm các tập truyện ngắn và tuyển tập thơ. Tác phẩm mới nhất của cô, bao gồm những bài thơ mới và được lựa chọn, là đáng ngạc nhiên những con cá bay (xb năm 2006), thơ của cô được đặc trưng trong AQA, WJEC (Ủy ban Giáo dục phần Welsh), và Edexcel tiếng Anh / tiếng Anh Văn học IGCSE tuyển tập - có nghĩa là nhiều sinh viên IGCSE trong Vương quốc Anh đã nghiên cứu những cống hiến của cô. Tôn giáo của cô là Kitô giáo, sau khi cô bị ảnh hưởng bởi nhiều tôn giáo và xã hội đa văn hóa của Vương quốc Anh.
Cô sống ở Lewes, East Sussex, với người bạn đời của mình, là nhà thơ Guyan John Agard.

## Anthologise - cuộc thi thơ hàng năm cho các trường học
Năm 2011, Nichols trở thành thành viên của Ban giám khảo đầu tiên cho một cuộc thi thơ mới của trường có tên "Anthologise", dẫn đầu bởi nhà thơ Laureate Carol-Ann Duffy. Học sinh trong độ tuổi 11 tuổi đến 18 tuổi từ khắp Vương quốc Anh được mời đến sáng tác và gửi các tuyển tập thơ riêng của họ. Những người chiến thắng đầu tiên của Anthologise là học sinh lớp sáu của Trường Monkton Combe, Bath, với tuyển tập của họ có tựa đề Thơ ca của trái đất là không bao giờ chết.

## Tác phẩm
- Tôi là một người phụ nữ lâu năm, London: Karnak House, 1983 đến 1984
- Những bài thơ của người phụ nữ béo đen, London: Virago Press, 1984
- Một kiến thức nguy hiểm: Bốn nhà thơ phụ nữ da đen (Barbara Burford, Gabriela Pearse, Grace Nichols, Jackie Kay), London: Sheba, 1985
- Toàn bộ bầu trời buổi sáng (tiểu thuyết), London: Virago, 1986
- Qua sông, 1986
- Bão đổ bộ nước Anh, 1987
- Hãy đến Vườn nhiệt đới của tôi (thơ), 1988
- Suy nghĩ lười biếng của một người phụ nữ lười biếng (thơ), 1989
- Sunris (thơ), Luân Đôn: Virago, 1996
- Giật mình cá bay, 2006
- Picasso, Tôi muốn quay mặt lại, Sách Bloodaxe, 2009
- Tôi đã vượt qua một đại dương: Những bài thơ chọn lọc, Bloodaxe, 2010
- Đảo Man

## Giải thưởng
- 1983: Giải thưởng thơ phổ biến (vì tôi là người phụ nữ có trí nhớ dài)
- 1986: Giải thưởng Nhà văn của Hội đồng Nghệ thuật
- 1996: Giải thưởng thơ Guyana (cho Sunris)
- 2000: Giải thưởng Cholmondeley
- 2007: Được bầu là thành viên của Hiệp hội văn học Hoàng gia [6]
- 2008: Giải thưởng thơ Guyana Không bao giờ sống không được yêu thương